# Čitluk (Sokobanja)
 Čitluk  (serbisches-kyrillisch: Читлук) ist ein Dorf in Serbien.

## Geographie
Das Dorf befindet sich in der geographischen Region Banja, in der Opština Sokobanja, im Okrug Zaječar, im Osten des Landes.
Čitluk liegt an den südlichen Ausläufern des Gebirges Krstatac auf einer 600 Meter hohen Lageterrasse am nordöstlichen Rand des Banja-Beckens. Das Dorf liegt im Tal des Flusses Čitlučka Reka, einige Häuser klettern jedoch die Talseiten hinauf und erreichen den Terrassentrennabschnitt auf einer Höhe von 600 Metern. Čitluk liegt durchschnittlich auf einer Höhenlage von 500 bis 600 m über dem Meeresspiegel. Auch der Fluss Sesalačka Reka fließt durch das westliche Dorfgebiet. Unweit westlich des Weilers Vrelo, nahe der Hauptstraße, münden die zwei rechten Nebenflüsse Izgarska Reka und Sesalačka Reka in die Moravica. 
Das Dorf ist nach Süden ausgerichtet und der stärkste Wind im Ort weht aus südlicher Richtung. Die Dorfbewohner nutzen Trinkwasser ausschließlich aus Brunnen.
Čitluk ist rund 14,5 km östlich der Gemeindehauptstadt gelegen. Das Dorf ist durch eine recht gute Landstraße mit der Hauptstraße verbunden, die wiederum Sokobanja mit Knjaževac verbindet. Diese Landstraße führt vom nördlichen Nachbardorf Milušinac aus startend, unterhalb des Gebirges Krstatac, nach Čitluk hin. Der südlich gelegene Weiler Vrelo ist ebenfalls durch eine Straße mit der Hauptstraße verbunden.

### Quello Vrelo

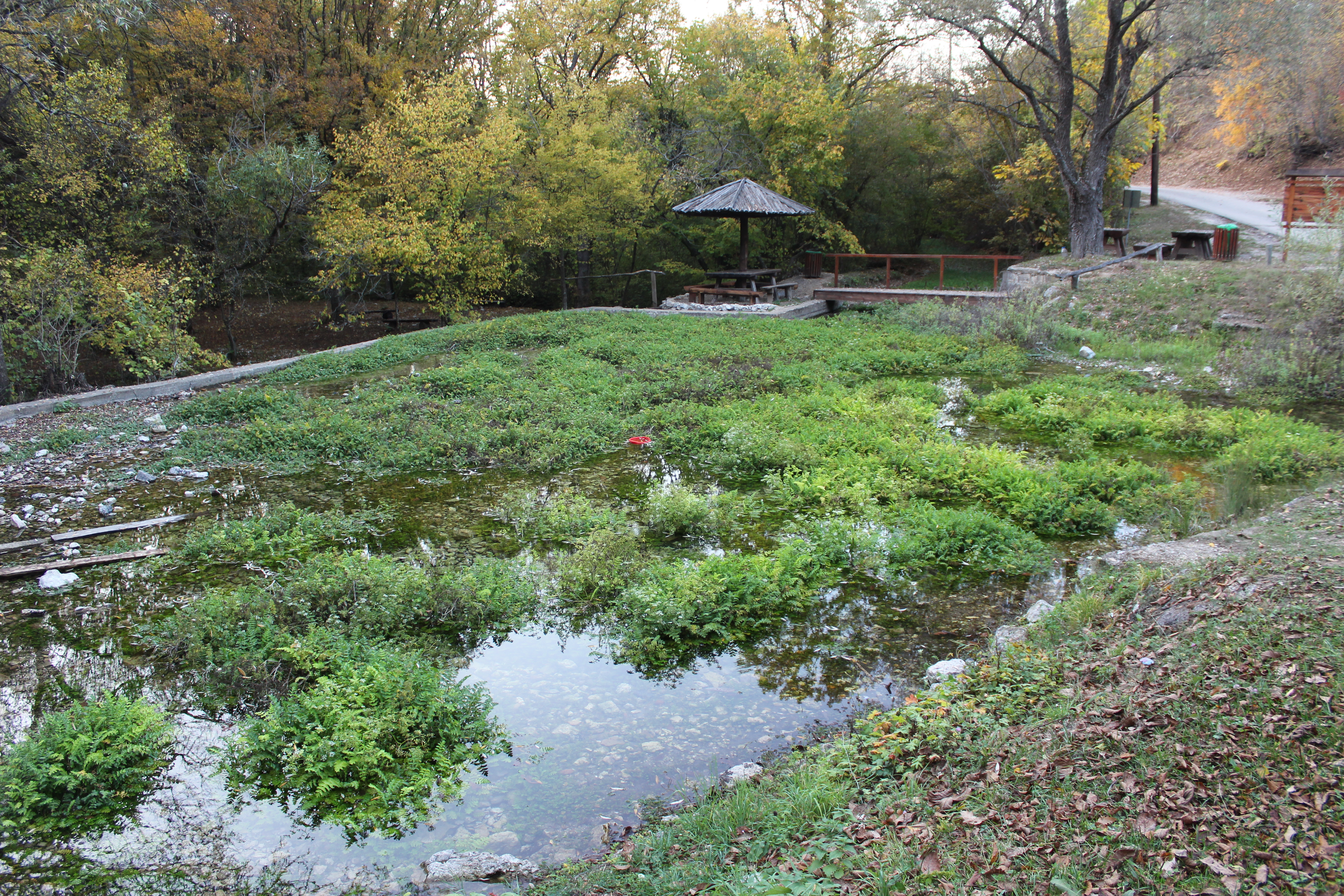
Die Quelle Vrelo

Im südwestlichen Dorfgebiet beim Dorfteil Vrelo (der zu Weilen auch als eigenständiges Dorf angesehen wird) befindet sich die gleichnamige Quelle, des Hauptflusses der Gegend, der Sokobanjska Moravica.
Die Quelle des Flusses liegt unterhalb des Gebirges Devica (dessen nördliche Ausläufer, darunter die Cucka und die Čukica, an das südliche Dorfgebiet grenzen). Vrelo hat einen überschwemmenden Charakter im anfänglichen Flusslauf und entspringt aus zahlreichen tiefen Quellen. An der Quelle selbst gibt es ein Auffangbecken und das Wasser wird, da es äußerst sauber ist, zum Trinken genutzt.
Bei hohem Wasserstand fließen mehrere Gebirgsbäche in die Quelle. Einer dieser Bäche entspringt aus einer Höhle, die sich 200 Meter oberhalb der Quelle befindet.
Die als Čitlučka Pećina bekannte Höhle ist eigentlich eine Grube mit zwei Öffnungen, einer horizontalen und einer vertikalen Decke. Ein markierter Weg führt zur Höhle. Der Eingang selbst ist unzugänglich und das Hinabsteigen ist nur erfahrenen Höhlensteigern ratsam.
Das Quellwasser ist kalt und sauber. Darin finden sich Krabben, Forellen, Karpfen, Döbel und Barben und es ist bekannt, dass Krabben aus dem Fluss Moravica einst auf den Tischen vieler europäischer Städte zu finden waren. Rund um die Quelle selbst ist ausreichend Platz vorhanden und es wurde ein Ausflugsort angelegt. Es gibt Bänke mit Tischen und einen überdachten Bereich und bietet Platz für eine größere Gruppe von Personen. Das Gelände eignet sich auch zum Zelten und verfügt über einen Steingrill, eingezäunte Feuerstellen, Grillplätze usw.
In der Nähe der Quelle liegt der Fischteich Gikin ribnjak, wunderschön angelegt, mit Goldforellen und kalifornischen Forellen (eine bestimmte Unterart der Regenbogenforelle) sowie Teichen mit Fischen verschiedener Kategorien. Fisch kann gekauft, selbst zubereitet oder fertig bestellt werden.

## Dorftypus
Das Dorf ist recht dünn besiedelt, weist aber dennoch den Typ eines Haufendorfes auf. Etwas dichter stehen die Häuser im Flusstal. Je weiter man an den Talhängen entlang auf die Lageterrasse hinausgeht, desto verstreuter werden die Häuser, vor allem auf der Ostseite. Im Ort sind die einzelnen Dorfteile klar zu unterscheiden.
Sie sind nach größten Familien benannt, deren Häuser sich in ihnen befinden. Im Dorf gibt es drei große Ortsteile: Siminska, Grezanska und Vardžijska Mala. Vom Dorf wird der Weiler Vrelo (dessen alter Name Istoci war) abgetrennt. Der Weiler entstand, weil einige Familien wie die Boškovci, Bačarci, Zlatići und andere aus dem Dorf herunter zu der Flussquelle kamen und sich dort niederließen.
Das etwa 6 km südöstlich von Čitluk gelegene und heute selbstständige Dorf Levovik war in der Vergangenheit ebenfalls ein Weiler des Dorfes.
Die Dorfbewohner betreiben Landwirtschaft und Viehzucht. Die Felder und Äcker befinden sich rund um das Dorf bei den Flurnamen: Podbuk, Klenj, Dubrava, Lipov Trap, Novakovac, Glavičica, Vlaško Polje, Glodsko, Slanište, Podina, Kremenac, Selište, Vetrili, Bačijište, Istoci, Strmen, Crveni Breg, Suvi Potok, Levovik, Stričevica und Tovariž.
Auf der Westseite des Dorfes, im Tal des Flusses Sesalačka Reka, sind die Felder fruchtbarer. Im Sommer wird das Vieh auf den Sommerweiden in den Gebirgen Devica und Krstatac gehalten. Im Winter werden sie zu den Bauernhöfen und den Winterweiden gebracht.
Das Vieh wird, wie in anderen Dörfern der Gegend typisch, um den Feiertag der Mariä Verkündigung (Anfang April) auf die Sommerweiden getrieben und um den Feiertag des Hl. Propheten Elias (Anfang August oder etwas später) auf die Winterweiden, zurückgebracht.
Im Dorf (östlich des Weilers Vrelo) befindet sich das Braunkohlebergwerk Soko. Die Braunkohle im Braunkohlebergbau, weist eine sehr gute Qualität auf.

## Bevölkerung
Das Dorf hatte 2022 eine Einwohnerzahl von 429, während es 2011 noch 661 waren, nach den letzten drei Bevölkerungsstatistiken fällt die Einwohnerzahl weiter. Die Bevölkerung stellen Serben.

### Demographie
| 1948 | 1.497 |
| 1953 | 1.558 |
| 1961 | 1.738 |
| 1971 | 1.545 |
| 1981 | 1.295 |
| 1991 | 1.042 |
| 2002 | 806   |
| 2011 | 661   |
| 2022 | 429   |

## Geschichte

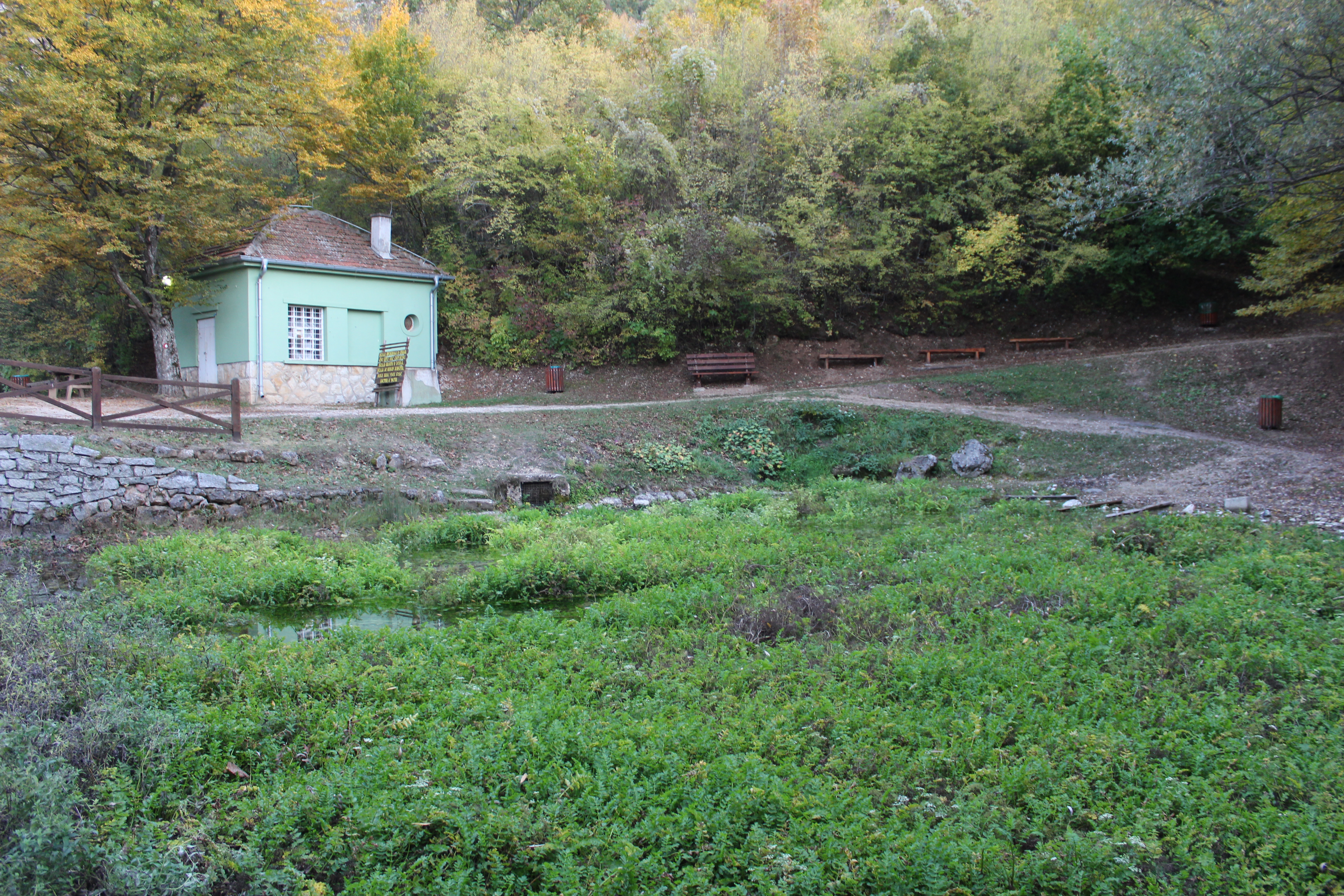
Altes Haus im Weiler Vrelo

Das Dorf befand sich zunächst in der Lokalität Selište, in der Nähe des Flusses Sesalačka Reka. Zu dieser Zeit gab es im Ort nur 28 Häuser. Von dort, besagen die alten Erzählungen, wurde das Dorf von der alten Großmutter Rakita Siminčanska an die heutigen „Grenzen“ (Standort) verlegt. In Selište sind die Spuren der alten Siedlung erhalten geblieben.
Das Dorf entstand und wuchs durch Einwanderung und Vermehrung. Der Name des Dorfes leitet sich vom türkischen Wort Çiftlik ab. Dieser Begriff diente im osmanischen Reich als Beschreibung für große Landgüter.
Im Ort befindet sich die alte Mühle Etno Mlin Veljković. Diese Mühle steht im Dorfzentrum hinter dem Kulturhaus beim Kinderspielplatz. In der Mühle werden Dinkel-, Vollkorn-, Weizen-, Buchweizen-, Roggen-, Weißmais- und Gelbmaismehl gemahlen. Im Dorf hat der Kulturverein KUD Mladost (Čitluk, Sokobanja) seinen Sitz.
Im Weiler Vrelo direkt neben dem Fischteich befindet sich eine Zweigstelle der Grundschule (Osnovna Škola Mitropolit Mihailo), benannt nach dem Belgrader Metropoliten, Mihailo (der aus Sokobanja stammte), aus Sokobanja und eine Ambulanz des Gesundheitszentrums Sokobanja mit einem diensthabenden Arzt und einer Krankenschwester.
1924 wurde ein Denkmal mit 230 Namen von im Ersten Weltkrieg gefallenen Soldaten aus dem Ort errichtet.

## Religion
Neben der Grundschule und rund 200 m nördlich der Flussquelle im Weiler Vrelo steht auch die Dorfkirche von Čitluk. Die serbisch-orthodoxe Kirche Hl. Prophet Elias wurde von 1869 bis 1872 erbaut. Ktitorin der Kirche war die Knesin Persida Karađorđević, die einen Beitrag von 18 Dukaten leistete. Im Kirchhof befinden sich mehrere alte Grabdenkmäler und davor wächst ein mehrere Jahrhunderte alter Kiefernbaum.
Im nördlichen Dorfgebiet befindet sich der Dorffriedhof.

## Belege
- Artikel über das Dorf auf der Seite www.soko-banja.org, (serbisch)
- Artikel über die Dorfkirche auf der Seite www.soko-banja.org, (serbisch)
- Artikel über die Flussquelle und den Weiler Vrelo auf der Seite www.soko-banja.org, (serbisch)
- Artikel über das Dorf auf der Seite www.poreklo.rs, (serbisch)
- Књига 9, Становништво, упоредни преглед броја становника 1948, 1953, 1961, 1971, 1981, 1991, 2002, подаци по насељима, Републички завод за статистику, Београд, мај 2004, ISBN 86-84433-14-9
- Књига 1, Становништво, национална или етничка припадност, подаци по насељима, Републички завод за статистику, Београд, фебруар 2003, ISBN 86-84433-00-9
- Књига 2, Становништво, пол и старост, подаци по насељима, Републички завод за статистику, Београд, фебруар 2003, ISBN 86-84433-01-7